# Сан Пјетро ди Морубио
Сан Пјетро ди Морубио (итал. San Pietro di Morubio) је насеље у Италији у округу Верона, региону Венето.
Према процени из 2011. у насељу је живело 1332 становника. Насеље се налази на надморској висини од 17 м.

## Становништво
Према резултатима пописа становништва 2011. у општини је живело 3.024 становника.
| 1931. | 1936. | 1951. | 1961. | 1971. | 1981. | 1991. | 2001. | 2011. |
| ----- | ----- | ----- | ----- | ----- | ----- | ----- | ----- | ----- |
| 2.976 | 3.065 | 3.303 | 2.782 | 2.752 | 2.906 | 2.884 | 2.848 | 3.024 |